# Grand Bassin (Maurice)
Pour les articles homonymes, voir Grand Bassin.
Grand Bassin (communément appelé Ganga Talao) est un lac dans un ancien cratère volcanique situé dans une région montagneuse isolée dans le district de Savanne, au cœur de l'île Maurice. Il est situé à environ 540 m d'altitude. Le premier groupe de pèlerins qui sont allés à Ganga Talao étaient du village de Triolet et il a été dirigé par Pandit Giri Gossayne de Terre Rouge en 1898. 
Le site est considéré comme le lieu hindou le plus sacré à l'île Maurice.
Il y a des temples dédiés au Dieu Shiva et d'autres dieux dont le Dieu Hanuman, la Déesse Ganga et le Dieu Ganesh le long du Grand Bassin. Pendant le Maha Shivaratri (qui signifie la nuit du seigneur Shiva), des milliers de pèlerins à l'île Maurice marchent pieds nus de leurs maisons au lac.
Étant le lieu de culte le plus sacré hindou à l'île Maurice, les gens de toutes les religions, les locaux et les étrangers visitent le site avec le plus grand respect et la plus grande décence, profitant ainsi de la félicité spirituelle de cette terre et de ses eaux saintes.

## Présentation
Le pèlerinage a commencé en 1897 après les songes d'un prêtre hindou (poudjari) de Triolet voyant s'y refléter les eaux du Gange. La statue de Shiva avec son trident est une réplique de celle du lac de Sursagar à Vadodara dans le Goudjarat. Elle a été inaugurée en 2007 et mesure 33 m de hauteur.